# Jully Ramsay

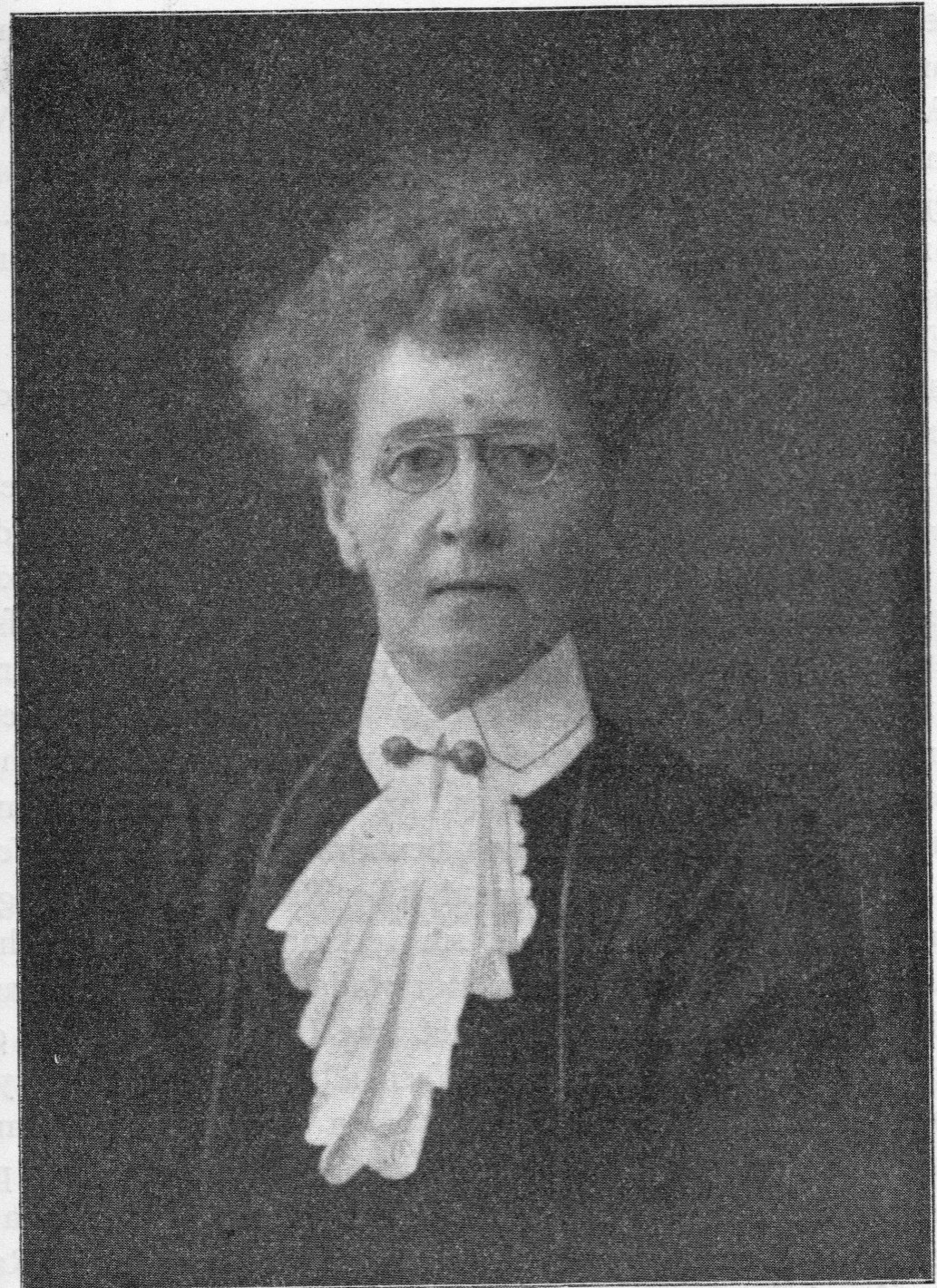
Jully Ramsay

Julia Maria „Jully“ Ramsay, geborene Ekström (* 5. August 1865 in Leppävirta; † 24. März 1919 in Helsinki), war eine finnlandschwedische Autorin und Adelsgenealogin.

## Leben
Jully Ramsay entstammte einer schwedischen Adelsfamilie Eckström aus Värmland, aus der sich ihr Großvater in Finnland niedergelassen hatte. Ihre Eltern waren der Ingenieurkapitän Carl August Ekström (1823–1900) und Alexandrine Hackman (1838–1918). Sie hatte keine akademische Ausbildung genossen, sondern war dem Zeitgeist entsprechend Ehefrau und Mutter, nahm die Verantwortung für ihre Haushaltung war.
Dennoch wurde sie, geleitet ausschließlich von persönlichem Interesse, zu einer Pionierin der Familienforschung, die bis dahin zumal mehr als Männerdomäne anzusehen war. Mit als erste, denn auch Gabriel Anrep darf im Wesentlichen schon als Wegbereiter neuer Forschungsansätze angesehen werden, kopierte sich nicht ungeprüft die althergebrachten Familienüberlieferungen, sondern ließ ihre Zusammenstellungen und Forschungsergebnisse zu überwesentlichem Teil auf Primärquellen basieren.
Dazu besuchte sie selbst häufig und lange Archive in Schweden und Finnland. Das Ergebnis ihrer Arbeit, der Vierbänder Frälsesläkter i Finland intill stora ofreden brachte ihr viel Ablehnung des alten Adels aber noch sehr viel mehr Anerkennung ein. Die Veröffentlichung führte damals nicht nur zu einer kontroversen Debatte, sondern war auch der Grundstein für eine neue, wissenschaftliche Forschungsmethode im schwedischsprachigen Raum. So wurde die Abbildung der Stammlinien und Filiationen nach Primärquellen in Folge auch von Gustaf Elgenstierna oder Tor Carpelan betreiben. Eine Methode, die ob ihrer Belastbarkeit und Wissenschaftlichkeit bis heute in der Genealogie Bestand hat.
Ramsay war auch Mitglied der Finnischen historischen Gesellschaft sowie Ehrenmitglied der Gesellschaft für Familienforschung in Finnland.
Sie war mit dem finnischen Senator und nachmaligen Minister August Ramsay (1859–1943), einem Bruder von Wilhelm Ramsay vermählt, mit dem sie drei Töchter und einen Sohn, den Chemiker, Wirtschaftsmanager und Politiker Henrik Ramsay, hatte.

## Werke
- Ett bleknadt minne: Anders Vilhelm Ramsay. Med tvänne planscher, Helsingfors, 1899.
- Haapaniemi krigsskola och Samuel Möller, 1901.
- Fordomdags i Bjerno, 1903.
- Kapitlet Finlands medeltidsadel i Nordmann, Helsingfors, 1908–1910.
- Frälsesläkter i Finland intill stora ofreden, Helsingfors 1909–1916. (Register der behandelten Geschlechter)
- Skuggor vid vägen, Helsingfors, 1917.